# Fannia inducta
Fannia inducta är en tvåvingeart som först beskrevs av Walker 1853.  Fannia inducta ingår i släktet Fannia och familjen takdansflugor. Inga underarter finns listade i Catalogue of Life.